# Komutativní diagram

Komutativní diagram použitý při důkazu lemmatu pěti

Komutativní diagram je v matematice zvláště v teorii kategorií diagram, ve kterém všechny orientované cesty se stejným počátečním a koncovým bodem vedou ke stejnému výsledku. Komutativní diagramy hrají v teorii kategorií stejnou roli, jakou hrají rovnice v algebře.
Příkladem pravidel vyjádřitelných komutativním diagramem je třeba asociativita skládání funktorů nebo přirozenost transformací mezi funktory. Komutativní diagramy lze použít i k popisu chování bifunktorů, jako například Hom funktoru. Jako první je ve svých pracích týkajících se topologie používal Witold Hurewicz.

## Popis
Komutativní diagram obvykle sestává ze tří složek:
- objektů reprezentovaných vrcholy
- morfismů reprezentovaných šipkami nebo hranami
- cest nebo kompozic

### Symboly šipek
V textech o algebře se typ morfismu někdy označuje různými druhy šipek:
- Monomorfismus bývá značen {\displaystyle \hookrightarrow }[3] nebo {\displaystyle \rightarrowtail }.[4]
- Epimorfismus bývá značen {\displaystyle \twoheadrightarrow }.
- Izomorfismus bývá značen {\displaystyle {\overset {\sim }{\rightarrow }}}.
- Čárkovaná šipka typicky vyjadřuje tvrzení, že uvedený morfismus existuje (když platí zbytek diagramu); šipka může být volitelně označeny symbolem {\displaystyle \exists }.
  - Pokud je morfismus navíc jediný, může být čárkovaná šipka označena symbolem {\displaystyle !} nebo {\displaystyle \exists !}.

Významy různých šipek nejsou úplně standardizované: šipky používané pro monomorfismy, epimorfismy a izomorfismy se také používají pro prostá zobrazení, surjektivní zobrazení a bijekce, stejně jako kofibrace, fibrace a slabé ekvivalence v kategorii modelů.

### Ověřování komutativity
Komutativita dává smysl pro mnohoúhelník s libovolným konečným počtem stran (případně i s 1 nebo 2 stranami), a diagram je komutativní, pokud je každý mnohoúhelníkovitý subdiagram komutativní.
Diagram může být nekomutativní, tj. kompozice různých cest v diagramu nemusí dávat stejný výsledek.

## Příklady

### Příklad 1
V diagramu vlevo, který vyjadřuje první větu o izomorfismu, komutativita trojúhelníka znamená, že {\displaystyle f={\tilde {f}}\circ \pi }. Komutativita čtverce v pravém diagramu znamená, že {\displaystyle h\circ f=k\circ g}.
|  |  |

### Příklad 2
Aby níže uvedený diagram komutoval, musejí být splněny tři rovnosti:
1. {\displaystyle r\circ h\circ g=H\circ G\circ l}
2. {\displaystyle m\circ g=G\circ l}
3. {\displaystyle r\circ h=H\circ m}

V tomto případě, protože první rovnost vyplývá z dalších dvou, stačí ukázat, že je splněné (2) a (3), aby diagram komutoval. Protože však rovnost (3) obecně nevyplývá z ostatních dvou, nestačí obecně platnost rovností (1) a (2), pokud chceme dokázat, že diagram komutuje.
|  |

## Diagramatické nahánění
Diagramatické nahánění (anglicky Diagram chasing) je metoda matematického důkazu používaná zejména v homologické algebře, při níž se zjišťuje vlastnost nějakého morfismu sledováním prvků komutativního diagramu. Důkaz pomocí diagramatického nahánění obvykle zahrnuje formální využití vlastností diagramu, jako jsou injektivní nebo surjektivní zobrazení nebo exaktní posloupnosti. Konstruuje se sylogismus, pro nějž je grafické znázornění diagramu pouze vizuální pomůckou. To znamená, že se „sledují“ prvky okolo diagram, dokud ne požadovaný prvek nebo výsledek je zkonstruovaný nebo ověřený.
K důkazům využívajícím diagramatické nahánění patří obvyklé důkazy lemmatu pěti, hadího lemmatu, cikcak lemmatu a lemmatu devíti.

## Ve vyšší teorii kategorií
Ve vyšší teorii kategorií, uvažujeme nejen objekty a šipky, ale také šipky mezi šipkami, šipky mezi šipkami mezi šipkami, atd. ad infinitum. Například kategorie malých kategorií Cat patří přirozeně mezi 2-kategorie, jejímiž šipkami jsou funktory a šipkami mezi funktory přirozené transformace. V tomto prostředí mohou komutativní diagramy obsahovat i tyto vyšší šipky, které se často zobrazují následujícím stylem: {\displaystyle \Rightarrow }. Například následující (celkem triviální) diagram zobrazuje dvě kategorie C a D, spolu s dvěma funktory F, G : C → D a přirozenou transformaci α : F ⇒ G:
Ve 2-kategorii existují dva druhy kompozice (vertikální kompozice a horizontální kompozice), které lze také znázornit pomocí vkládacích diagramů (příklady viz definice v článku 2-kategorie).

## Diagramy jako funktory
Komutativní diagram v kategorii C lze interpretovat jako funktor z indexové kategorie J do C; funktoru se říká diagram.
Formálněji, komutativní diagram je vizualizací diagramu indexovaného kategorií uspořádaných množin. Takový diagram obvykle obsahuje:
- uzel pro každý objekt v indexové kategorii,
- šipku pro generující množinu morfismů (vynecháme-li identická zobrazení a morfismy, které lze vyjádřit jako kompozice),
- komutativitu diagramu (rovnost různých kompozic zobrazení mezi dvěma objekty), odpovídající jednoznačnosti zobrazení mezi dvěma objekty v kategorii uspořádaných množin.

Naopak, je-li dán komutativní diagram, definuje kategorii uspořádaných množin, kde:
- objekty jsou uzly,
- mezi libovolnými dvěma objekty existuje morfismus právě tehdy, když existuje (orientovaná) cesta mezi uzly,
- s tím, že tento morfismus je jedinečný (každá kompozice zobrazení je definována svou doménou a cílem: to je axiom komutativity).

Ne každý diagram však komutuje (pojem diagramu striktně zobecňuje komutativní diagram). Jednoduchým příkladem je diagram jediného objektu s endomorfismem ({\displaystyle f\colon X\to X}) nebo se dvěma rovnoběžnými šipkami ({\displaystyle \bullet \rightrightarrows \bullet }, tj., {\displaystyle f,g\colon X\to Y}, někdy nazývaný volný quiver), jak je použito v definici ekvalizéru, nemusí komutovat. Diagramy mohou být nepřehledné nebo je nemožné je nakreslit, pokud je počet objektů nebo morfismů příliš velký (nebo dokonce nekonečný).

## Bibliography
- ADÁMEK, Jiří; Horst Herrlich; George E. Strecker, 1990. Abstract and Concrete Categories. [s.l.]: John Wiley & Sons. Dostupné online. ISBN 0-471-60922-6. Nyní dostupný jako volná online vydání (4.2MB PDF).
- BARR, Michael; WELLS, Charles, 2002. Toposes, Triples and Theories. [s.l.]: Springer. Dostupné online. ISBN 0-387-96115-1. Upravená a opravená volná online verze knihy Grundlehren der mathematischen Wissenschaften (278) Springer-Verlag, 1983).